# حمام میمند
حمام میمند مربوط به دوره قاجار است و در شهرستان فیروزآباد، بخش میمند، جنب مسجد جامع میمند واقع شده و این اثر در تاریخ ۱۰ دی ۱۳۸۱ با شمارهٔ ثبت ۶۷۸۰ به‌عنوان یکی از آثار ملی ایران به ثبت رسیده است.